# Ernest Konon
Ernest Konon (Jelenia Góra, 16 marzo 1974) è un ex calciatore polacco, di ruolo attaccante.

## Carriera
Nel 1997 si è trasferito a Genk dove ha vinto la Coppa del Belgio nel 1998.
A fine stagione va al Cercle Bruges. Infortunatosi, chiude anzitempo la stagione.
Nella stagione 2000-2001 passa all'Harelbeke.
Successivamente passa in vari club polacchi.

## Palmarès
- Coppa del Belgio: 1

Genk: 1997-1998